# Liste der Justizminister Brasiliens

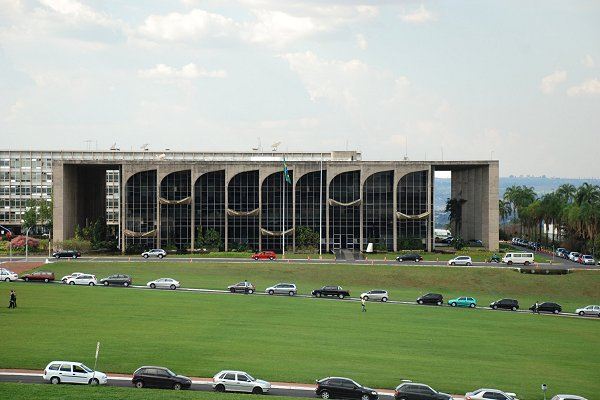
Justizpalast, Brasília

Diese Liste der Justizminister Brasiliens enthält alle seit Beginn der Sechsten Republik (Nova República) ab 1985 tätigen Justizminister des südamerikanischen Staates Brasilien.
Der brasilianische Justizminister hat seinen Sitz im von Oscar Niemeyer 1957 entworfenen Justizpalast in der Hauptstadt Brasília.
Die Bezeichnung des Ministeriums lautete
- 1889 bis 1892: Secretaria de Estado dos Negócios da Justiça
- 1892 bis 1967: Ministério da Justiça e Negócios Interiores
- 1967 bis 2019: Ministério da Justiça
- ab 2019: Ministério da Justiça e Segurança Pública

## Neue Republik (Nova República), Sechste Republik
| Name                                                        | Ernannt        | Ende Amtszeit            | Bild oder Anmerkung                 | Kabinett von              |
| ----------------------------------------------------------- | -------------- | ------------------------ | ----------------------------------- | ------------------------- |
| Fernando Lyra                                               | 15. März 1985  | 14. Febr. 1986           |                                     | José Sarney               |
| Paulo Brossard                                              | 14. Febr. 1986 | 19. Jan. 1989            |                                     | José Sarney               |
| Oscar Dias Correia                                          | 19. Jan. 1989  | 9. Aug. 1989             |                                     | José Sarney               |
| Saulo Ramos                                                 | 9. Aug. 1989   | 15. März 1990            |                                     | José Sarney               |
| Bernardo Cabral                                             | 15. März 1990  | 13. Okt. 1990            |                                     | Fernando Collor de Mello  |
| Jarbas Passarinho                                           | 15. Okt. 1990  | 2. Apr. 1992             |                                     | Fernando Collor de Mello  |
| Célio Borja                                                 | 2. Apr. 1992   | 2. Okt. 1992             |                                     | Fernando Collor de Mello  |
| Maurício José Corrêa                                        | 2. Okt. 1992   | 5. Apr. 1994             |                                     | Itamar Franco             |
| Alexandre de Paula Dupeyrat Martins                         | 5. Apr. 1994   | 1. Jan. 1995             |                                     | Itamar Franco             |
| Nelson Jobim                                                | 1. Jan. 1995   | 8. Apr. 1997             |                                     | Fernando Henrique Cardoso |
| Milton Seligman                                             | 8. Apr. 1997   | 22. Mai 1997             |                                     | Fernando Henrique Cardoso |
| Iris Rezende                                                | 22. Mai 1997   | 1. Apr. 1998             |                                     | Fernando Henrique Cardoso |
| José de Jesus Filho                                         | 1. Apr. 1998   | 7. Apr. 1998             |                                     | Fernando Henrique Cardoso |
| Renan Calheiros                                             | 7. Apr. 1998   | 19. Juli 1999            |                                     | Fernando Henrique Cardoso |
| José Carlos Dias                                            | 19. Juli 1999  | 14. Apr. 2000            |                                     | Fernando Henrique Cardoso |
| José Gregori                                                | 14. Apr. 2000  | 14. Nov. 2001            |                                     | Fernando Henrique Cardoso |
| Aloysio Nunes                                               | 14. Nov. 2001  | 3. Apr. 2002             |                                     | Fernando Henrique Cardoso |
| Miguel Reale Júnior                                         | 3. Apr. 2002   | 10. Juli 2002            |                                     | Fernando Henrique Cardoso |
| Paulo de Tarso Ramos Ribeiro                                | 10. Juli 2002  | 1. Jan. 2003             |                                     | Fernando Henrique Cardoso |
| Márcio Thomaz Bastos                                        | 1. Jan. 2003   | 16. März 2007            |                                     | Luiz Inácio Lula da Silva |
| Tarso Genro                                                 | 16. März 2007  | 10. Febr. 2010           |                                     | Luiz Inácio Lula da Silva |
| Luiz Paulo Barreto                                          | 10. Febr. 2010 | 31. Dez. 2010            |                                     | Luiz Inácio Lula da Silva |
| José Eduardo Cardozo                                        | 1. Jan. 2011   | 3. März 2016             |                                     | Dilma Rousseff            |
| Wellington César Lima e Silva                               | 3. März 2016   | 14. März 2016            |                                     | Dilma Rousseff            |
| Eugênio Aragão                                              | 14. März 2016  | 12. Mai 2016             |                                     | Dilma Rousseff            |
| Alexandre de Moraes                                         | 12. Mai 2016   | 22. Febr. 2017           | Bereits zum 7. Febr. 2017 abgelöst. | Michel Temer              |
| José Levi Mello do Amaral Júnior (interim)                  | 7. Febr. 2017  | 7. März 2017             |                                     | Michel Temer              |
| Osmar Serraglio                                             | 7. März 2017   | 31. Mai 2017             |                                     | Michel Temer              |
| Torquato Jardim als Ministro da Justiça                     | 31. Mai 2017   | 1. Januar 2019           |                                     | Michel Temer              |
| Sérgio Moro als Ministro da Justiça e Segurança Pública     | 1. Januar 2019 | 24. April 2020 Rücktritt |                                     | Jair Bolsonaro            |
| André Mendonça als Ministro da Justiça e Segurança Pública  | 29. Apr. 2020  | 29. März 2021            |                                     | Jair Bolsonaro            |
| Anderson Torres als Ministro da Justiça e Segurança Pública | 30. März 2021  | amtierend                |                                     | Jair Bolsonaro            |